# Maryam Marit al-Hawaila

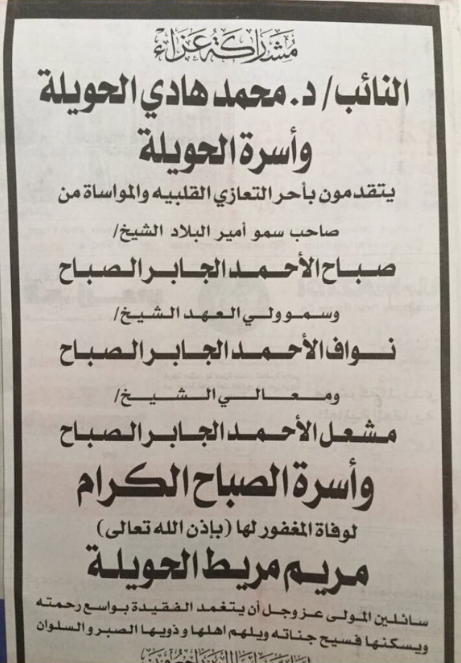
Esquela de Maryam Marit al-Hawaila apareguda a la premsa de Kuwait

Maryam Marit al-Hawaila (àrab: مَريم مريط الحويلة, Maryam Marīṭ al-Ḥuwayla; Kuwait, ? - novembre de 2015) va ser la sisena de les onze esposes que va tenir el xeic Ahmad al-Jàbir al-Mubàrak al-Sabah, desè emir de Kuwait (1921-1950). També és la mare del disetè emir, Mixaal al-Ahmad al-Jàbir al-Sabah.

## Biografia
No hi ha dades públiques de la vida personal de Maryam Marit al-Hawaila, més enllà del seu paper com a esposa i mare dels emirs Ahmad i Mixaal, respectivament. Pel que fa a la seva família, el llinatge Al-Huwaila es remunta als xeics del clan Al-Hatlan, que és una de les primeres famílies de la tribu Ajman que van viure a Kuwait. Molts emirs de Kuwait han tingut familiars directes originaris d'aquest clan.

## Fills
Maryam Marit al-Hawaila va tenir tres fills amb el seu marit, l'emir Ahmad al-Jàbir:
- Mixaal al-Ahmad al-Jàbir al-Sabah, fill gran. Nomenat 17è emir de Kuwait el 16 de desembre de 2023.
- Mashael Al-Ahmad Al-Jaber Al-Sabah, segona filla. No se sap res de la seva vida personal.
- Sheikha Maixàil Al-Ahmad Al-Jaber Al-Sabah, filla menor. Va néixer el 1948 i es va casar amb el seu cosí Jàbir al-Hamud al-Jàbir. Se'n va divorciar després de tenir 5 fills: Màjed, Majda, Alia, Maixael i Bibi. És presidenta del Centre de Treball Voluntari de Kuwait.

## Casa Maryam
El palau de residència de l'emir de Kuwait s'anomena Dar Maryam ('Casa Maryam'), en honor de Maryam Marit al-Hawaila. El palau està situat a l'àrea Al-Siddiq, en la governació de Hawali de la capital.